# Alex Waterman
Alex Waterman (* 1975 in Portsmouth/Virginia) ist ein US-amerikanischer Cellist und Komponist.

## Leben und Wirken
Waterman hatte privaten Cellounterricht bei George Neikrug (1995) und Frances-Marie Uitti  (1996–97). Er studierte ab 1998 am Oberlin Conservatory of Music Cello bei Andor Toth und Catherina Meints und Komposition bei Randolph Coleman, danach am Konservatorium Den Haag Komposition bei Richard Barrett und Konrad Boehmer und elektroakustische Musik bei Paul Berg, Kees Tazelaar, und Joel Ryan. Außerdem besuchte er Meisterklassen von Yo-Yo Ma, Anner Bylsma, Eugene Lehner, Felix Galimir, Rostislav Dubinsky und Louis Andriessen.
Waterman zählt zu den Gründungsmitgliedern des in Brüssel und London beheimateten Plus Minus Ensemble, das auf zeitgenössische und experimentelle Musik spezialisiert ist. Als Improvisationsmusiker arbeitete er u. a. mit dem Ig Henneman Quartet, dem Maartje ten Hoorn Quartet, der Magpie Music and Dance Company und dem Trio Céline (mit Eric Thielemans und Jean Yves Evrard). Mit Yves de Mey tritt er als Duo Eavesdropper and Waterman auf. Als Mitglied der Gruppe von Ghalia Benali spielt er auch moderne und traditionelle arabische Musik.
Daneben komponierte er die Musiken zu mehreren Tanzproduktionen, u. a. des Nederlands Dans Theater III ("Tanz in August", 2002), von Michael Schumacher ("Heaven is a Radio", 2002), Masako Noguchi ("Knock", 2001), Katie Duck ("Love Poems" und "The Kitchen New York"") und Steve Paxton (beim Kaai Theatre Improv Festival 2001). Mit Projekten Schumachers trat er in der Schweiz, Italien, den Niederlanden, Monaco und 2008 in New York auf.
Weiterhin arbeitete Waterman mit Robert Ashley, Helmut Lachenmann, Keith Rowe, Marina Rosenfeld, Anthony Coleman, Elliott Sharp, Ned Rothenberg, Gerry Hemingway, David Watson, Chris Mann, Alison Knowles, Thomas Meadowcroft, Miya Masaoka, Michael Finnissy und William Parker zusammen. Zudem gehörte er dem Improvisationsensemble We Free Strings um Melanie Dyer an.

## Diskographie (Auswahl)
- Strung: Strung (Sublingual 2001 mit Jon Rose, Steve Heather, Cor Fuhler)
- Henneman String Quartet: Strepen (Wig 2002)
- Eavesdropper & Waterman: Eavesdropper and Waterman (Knobsounds 2003)
- Henneman String Quartet: Piazza Pia (Wig 2004)
- Maartje ten Hoorn String Quartet: Sparkles (DATA 2004)
- Gravitones and Strings: Live at the Bimhuis (2006)
- The Walkman: "Pussy Cats" Starring the Walkman (Record Collection 2006)
- Zap Mama Supermoon (Concord Records 2007)
- Cor Fuhler, Alex Waterman, Steve Heather, Jan Rokyta, Michael Moore: PPP5 (Conundrom 2009)
- A Ballad of Accounting (D.S. al Coda 2010)
- New Muse 4tet: Blue Lotus (2021, mit Gwen Laster, Hsinwei Chiang, Melanie Dyer)
- WeFreeStrings: Love in the Form of Sacred Outrage (ESP-Disk, 2022, mit Gwen Laster, Melanie Dyer, Charles Burnham, Michael Wimberly, Ken Filiano)